# Punto final
Ne doit pas être confondu avec Loi du point final.
Punto Final est un bimensuel chilien de gauche fondé en 1965, distribué en version imprimée et également publié sur le web. Il traite de sujets politiques, économiques et culturels.
Les articles les plus importants en sont diffusés sur le web, de même que par le Réseau Voltaire un mois après leur publication dans la version papier.

## Histoire
En 1973, pendant la dictature de Pinochet, ses locaux ont été pris d'assaut et détruits par une patrouille de l'armée.
En juillet 1989, la revue est réapparue, dès que les conditions politiques en ont permis la production et la diffusion dans le cadre de la légalité. La publication a quand même gardé la ligne éditoriale qui la caractérisait à son origine, tout en observant une ouverture vers d'autres idées et propositions.